# Little Mountain Sound Studios
Little Mountain Sound Studios — музыкальная студия расположенная в Ванкувере, Британская Колумбия. На протяжении 1970-х, 1980-х и 1990-х годов это была самая успешная студия звукозаписи в Западной Канаде; в течением многих лет в ней базировались продюсеры Брюс Фэрбэрн и Боб Рок. В Little Mountain были записаны альбомы таких исполнителей, как Aerosmith, Bon Jovi, AC/DC, Metallica, Брайан Адамс, Mötley Crüe, Дэвид Ли Рот, Loverboy, The Cult и многих других. В середине 1990-х Little Mountain стала частью студии Vancouver Studios; которая впоследствии была переименована в Greenhouse, среди тех, кто записывался в её стенах, фигурируют Nickelback, k.d. lang, Default и Queensrÿche.

## История создания
Little Mountain Sound Studios была основана в 1972 году компаниями Western Broadcasting (CKNW radio) и Griffiths, Gibson Productions (GGP), с равными долями акций.
В качестве управляющего студии был нанят Боб Брукс — независимый продюсер, до этого работавший в CKWX, а также в Homer Street Studios. В 1977 году Western Broadcasting выкупила долю GGP, тем самым став единоличным владельцем. В 1982 году Western Broadcasting продали студию Бобу Бруксу, который владел ей до 1992 года.
Брюс Фэрбэрн начал свою карьеру в Little Mountain в качестве продюсера группы Prism, в которой также играл на трубе. Впоследствии он продолжал работать на студии в качестве независимого продюсера. В свою очередь Боб Рок вначале был звукоинженером, который регулярно помогал Фэрбэрну в этом качестве, прежде чем сам начал продюсировать альбомы.
В конце 1980-х Брукс передал управление студией менеджеру, который позднее был заменён Брюсом Левенсом. Спустя полгода Левенс выкупил Little Mountain в собственное пользование.
В конце 1993 года оборудование студии перевезли в Бернаби, после закрытия помещения в Ванкувере. В течение следующего десятилетия Little Mountain представляла собой компанию по производству музыкального оборудования и услуг для различных продюсеров, звукоинженеров, студий и исполнителей. Брюс Левен и его жена продолжали предоставлять услуги звукозаписи посредством студии Greenhouse.
В 2008 году Little Mountain вновь открыли в Ванкувере в качестве студии. Её владельцы продолжают предоставлять производственные площади музыкантам.

## Известные альбомы записанные на студии
- Aerosmith записали на этой студии три мультиплатиновых альбома (которые считаются возвращением группы на рок-олимп) вместе с продюсером Брюсом Фэрбэрном — Permanent Vacation, Pump, а также сверхуспешный Get a Grip.
- Группа Bon Jovi записала в стенах студии три свои самых коммерчески успешных альбома вместе Фэрбэрном и Бобом Роком — Slippery When Wet, New Jersey и Keep the Faith.
- В Little Mountain был записан прорывной альбом канадского рок-музыканта Брайана Адамса Reckless.
- На этой студи была записана самая коммерчески успешная пластинка группы Mötley Crüe Dr. Feelgood (с продюсером Бобом Роком). Там же был записан их сборник Decade of Decadence 81-91.
- Дэвид Ковердейл и Джимми Пейдж первоначально записывали их совместный альбом на этой студии. Вместе с продюсером Майком Фрейзером[англ.].
- Частично в Little Mountain записывался самый коммерчески успешный альбом группы Metallica — Metallica.
- На этой студии была записана большая часть пластинок канадской рок-группы Loverboy.
- В стенах студии был записан мультиплатиновый альбом Sonic Temple группы The Cult.
- На этой студии была записана пластинка Flesh and Blood группы Poison.
- В Little Mountain был записан сингл «Don’t Cry For Me Argentina» певицы Оливия Ньютон-Джон, с Армином Штайнером в качестве звукоинженера.
- Американская группы Van Halen записывала в этой студии вокал для своего альбома Balance, продюсером которого выступил Брюс Фэрбэрн.
- В 1994 году компания The British Columbia Rapid Transit Company (ныне TransLink[англ.]) заказала на этой студии запись звуков оповещения для метро SkyTrain[1].

Студия фигурирует в документальном фильме группы Aerosmith The Making of Pump (1990).